# Referendo da Bielorrússia de 1995
Um referendo de quatro perguntas foi realizado na Bielorrússia em 14 de maio de 1995, juntamente com eleições parlamentares. As quatro questões eram a possibilidade de dar à língua russa um status igual ao da Bielorrússia , se novos símbolos nacionais deveriam ser adotados, se deveria haver integração econômica com a Rússia e mudanças na constituição que permitiriam eleições antecipadas se o Parlamento violasse sistematicamente a constituição.  De acordo com os resultados oficiais, todos os quatro foram aprovados por pelo menos três quartos dos eleitores, com uma participação de 64,8%. 
A Assembleia Parlamentar da OSCE declarou que o referendo violou os padrões internacionais. Membros da oposição alegaram que a organização do referendo envolveu várias violações graves da legislação, incluindo a constituição. 

## Contexto
Antes de se tornar presidente em 1994, Alexander Lukashenko tentou realizar um referendo semelhante sobre símbolos estatais em 1993 enquanto ainda era deputado, mas não conseguiu obter apoio parlamentar. Dois meses antes do referendo de maio de 1995, Lukashenko propôs um desenho de bandeira que consistia em duas pequenas barras verdes e uma larga barra vermelha. Embora não se saiba o que aconteceu com essa sugestão, novos projetos (chamados de "projetos" na Bielorrússia) foram sugeridos alguns dias depois, que foram então colocados em votação. 
| Simbolo  | Titular | Proposta |
| -------- | ------- | -------- |
| Brasão   |         |          |
| Bandeira |         |          |

Em 11 de Abril de 1995, o Parlamento considerou as questões do referendo, aprovou a data, mas aprovou apenas a questão da integração económica com a Rússia. Lukashenko declarou que não mudaria sua decisão e aceitaria a responsabilidade pessoal pelo referendo, e deixou o Parlamento, anunciando que seriam suas últimas discussões com o Parlamento em sua forma atual. Dezenove deputados da Frente Popular da Bielorrússia , incluindo Zianon Pazniak , Piatro Sadoŭski e outros, decidiram realizar uma greve de fome no Parlamento, protestando contra o presidente que organiza o referendo apesar da decisão do parlamento. Eles foram espancados e removidos à força pela OMON. Os parlamentares processaram as forças especiais por agressão, mas não tiveram sucesso.

## Perguntas
Os eleitores responderam a quatro perguntas:
1. Você concorda em atribuir à língua russa o status igual ao da língua bielorrussa?
2. Você apoia as ações do presidente visando a integração econômica com a Rússia?
3. Apoia a sugestão sobre a introdução da nova bandeira do Estado e Brasão de Armas do Estado da República da Bielorrússia?
4. Você concorda com a necessidade da introdução de mudanças na Constituição em exercício da República da Bielorrússia, que prevê a rescisão antecipada dos poderes plenários do Soviete Supremo pelo Presidente da República da Bielorrússia no caso de violações sistemáticas ou graves de a Constituição?

## Resultados
| Giving Russian language equal status | 4,017,273 | 86,8 | 613,516 | 13,2 | 192,693 | 4,823,482 | 7,445,820 | 64,8% |
| Integração econômica com a Rússia    | 4,020,001 | 87,0 | 602,144 | 13,0 | 201,337 | 4,823,482 | 7,445,820 | 64,8% |
| Nova bandeira e brasão               | 3,622,851 | 78,6 | 988,839 | 21,4 | 211,792 | 4,823,482 | 7,445,820 | 64,8% |
| Presidente pode demitir o parlamento | 3,749,266 | 81,4 | 857,485 | 18,6 | 216,731 | 4,823,482 | 7,445,820 | 64,8% |
| Fonte: Nohlen & Stöver               |           |      |         |      |         |           |           |       |